# Gare de Nagano
La gare de Nagano (長野駅, Nagano-eki) est une gare ferroviaire de la ville de Nagano, capitale de la préfecture éponyme, au Japon. Cette gare est exploitée par 3 compagnies : la JR East, la Shinano Railway et la Nagaden.

## Situation ferroviaire
Gare d'échange, la gare de Nagano est située au point kilométrique (PK) 117,4 de la ligne Shinkansen Hokuriku et au PK 9,3 de la ligne principale Shin'etsu. Elle marque le début des lignes Kita-Shinano et Nagano.

## Historique
Inaugurée le 1er mai 1888, la gare de Nagano est desservie depuis le 1er octobre 1997 par le Shinkansen.

## Service des voyageurs

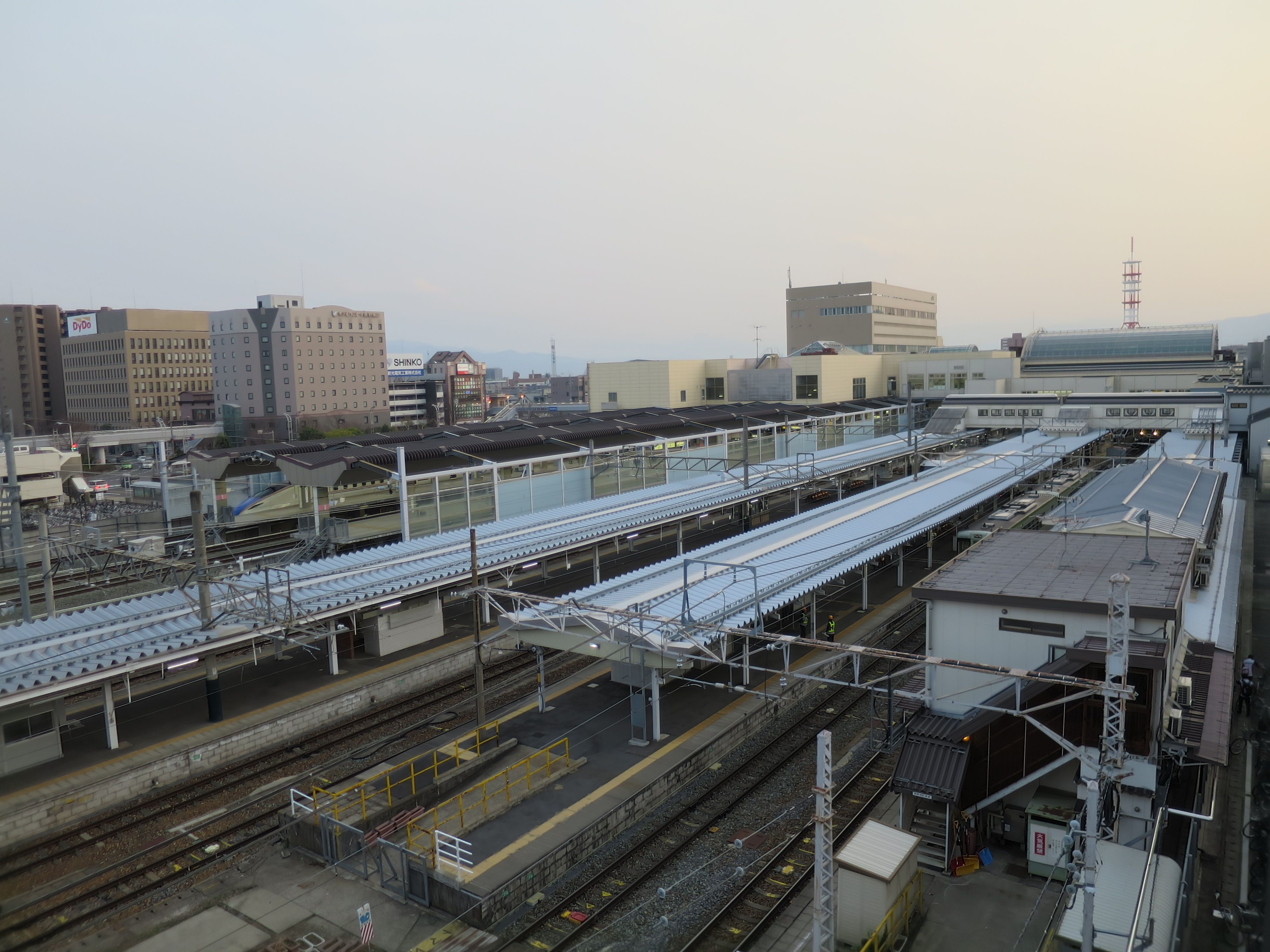
Vue des quais.

### Accueil
La gare dispose d'un bâtiment voyageurs, avec guichets, ouvert tous les jours de 5h30 à 23h00.

### Desserte
- JR East/Shinano Railway :
  - voies 2-3-5-6-7 : Ligne Shin'etsu (Ligne Shinonoi et Ligne Chūō) pour Shinonoi, Matsumoto, Nagoya et Iida ; Ligne Shinano Railway pour Ueda, Komoro et Karuizawa ; Ligne Kita-Shinano pour Toyono et Myōkō-Kōgen
  - voie 4 : Ligne Iiyama pour Iiyama, Tōkamachi et Ecihgo-Kawaguchi
  - voies 11-12 : Ligne Shinkansen Hokuriku pour Toyama et Kanazawa
  - voies 13-14 : Ligne Shinkansen Hokuriku pour Takasaki et Tokyo

- Nagaden :
  - voies 1-3 : Ligne Nagano pour Suzaka, Obuse, Shinshū-Nakano et Yudanaka